# Клімувка
Клімувка (пол. Klimówka) — село в Польщі, у гміні Кузьниця Сокульського повіту Підляського воєводства.
Населення — 99 осіб (2011).
У 1975—1998 роках село належало до Білостоцького воєводства.

## Демографія
Демографічна структура станом на 31 березня 2011 року:
|          | Загалом | Допрацездатний вік | Працездатний вік | Постпрацездатний вік |
| -------- | ------- | ------------------ | ---------------- | -------------------- |
| Чоловіки | 56      | 12                 | 38               | 6                    |
| Жінки    | 43      | 10                 | 19               | 14                   |
| Разом    | 99      | 22                 | 57               | 20                   |